# Catonephele micalia
Catonephele micalia är en fjärilsart som beskrevs av Pieter Cramer 1779. Catonephele micalia ingår i släktet Catonephele och familjen praktfjärilar. Inga underarter finns listade i Catalogue of Life.